# Kramgoa låtar 16
Kramgoa låtar 16 utkom 1988 och är ett studioalbum av det svenska dansbandet Vikingarna. Bandet hade nu bytt skivbolag, från Mariann Records till Nordiska musikgruppen. Albumet tilldelades både guld- och platinaskiva för över 100 000 sålda exemplar. Albumet tilldelades också en Grammis för "Årets dansband". 

## Låtlista
1. Lördagsafton (S.Möller-M.Winald)
2. Tredje gången gillt (med Annika Hagström och Jacob Dahlin) (Lennart Sjöholm-Lars Westmann-Jacob Dahlin)
3. Den gamle vandringsmannen (Martin Klaman-Keith Almgren)
4. En liten människa (Nannini-Pianigiani-Monica Forsberg)
5. Hela veckan längtar jag till fredag (Lasse Holm)
6. Vernissage (R.Pauls-Jacob Dahlin)
7. 100 % (Torgny Söderberg-Monica Forsberg)
8. Romantica (A.Melander)
9. När det våras i bland bergen (R.Sauer-M.H.Woolsey-Sven-Olof Sandberg)
10. Sommarnatt (G.Stevens-M.Schrader)
11. Får jag lämna några blommor (Martin Klaman-Keith Almgren)
12. Dagen är din (S.Kristiansen)
13. Tiotusen röda rosor (Thore Skogman)
14. Dä årner sä (O.Bredahl-Alfson)
15. Längtan hem (L.Holm)

## Listplaceringar
| Lista (1988) | Topplacering |
| ------------ | ------------ |
| Norge        | 6            |
| Sverige      | 11           |

### Fotnoter
1. ↑  ”Grammis”. Arkiverad från originalet den 17 mars 2012. https://web.archive.org/web/20120317055524/http://www.ifpi.se/wp/wp-content/uploads/100428-lc-vinnare-genom-%C3%A5ren.pdf. Läst 1 maj 2011.
2. ↑  Listplacering
3. ↑  Listplacering